# Pilchuck River
Der Pilchuck River ist ein Fluss in dem Bundesstaat Washington. Der Name ist von dem Chinook Jargon pilpil („Blut“, „rot“) und chuck („Wasser“), also „rotes Wasser“, abgeleitet.

## Flusslauf
Der Pilchuck River entspringt in der Kaskadenkette. Er fließt meist westlich, dann nach den Granite Falls südlich, um in der Nähe von Snohomish in den Snohomish River zu fließen. Der Snohomish River entleert sich in einen Teil des Puget Sound, den Possession Sound.